# Sonate pour piano no 5 de Prokofiev
La Sonate pour piano no 5 opus 38 en do majeur est une sonate de Serge Prokofiev. Composée en 1923 à Ettal dans les Alpes bavaroises, elle est dédiée au musicologue Pierre Souvtchinsky (en) ami du compositeur. Elle fut révisée en 1952-53.

## Analyse de l'œuvre
1. Allegro tranquillo
2. Andantino
3. Un poco allegretto